# Lindigia oriunda
Lindigia oriunda là một loài ruồi trong họ Tachinidae.